# Гаєвський Павло Федорович
Павло Федорович Гаєвський (1905—1979) — радянський партійно-господарський діяч, перший директор Московського коксогазового заводу, заслужений металург РРФСР, Герой Соціалістичної Праці (1971).

## Біографія
Павло Федорович Гаєвський народився 20 лютого 1905 року у селі Холодіївка Верхньодніпровського повіту Катеринославської губернії (нині П'ятихатського району Дніпропетровської області України).
Працював слюсарем у трамвайному депо Катеринослава. У 1930 році закінчив Дніпропетровський хіміко-технологічний інститут, почав працювати на коксохімічних підприємствах країни.
Після війни Гаєвського призначають директором спочатку Микитівського, а згодом Ворошилівського коксохімічних заводів. З вересня 1950 року — директор Московського коксогазового заводу у селищі Расторгуєво, на базі якого виникло місто Видне (Московська область). Завдяки П. Ф. Гаєвському у Видному з'явився незвичайний вид спорту — мотобол, а також клуб «Металург».
Помер П. Ф. Гаєвський 16 листопада 1979 року на 75-му році життя, похований на Виднівському кладовищі.
Почесний громадянин Ленінського (Виднівського) району (2000 рік, посмертно).
Обирався депутатом Верховної ради РРФСР, Московської обласної Ради, районних Рад Москви, Виднівської міської Ради.
Член ВКП(б) — КПРС, обирався членом Московського комітету КПРС.

## Нагороди
- Герої Соціалістичної Праці (1971)
- Орден Леніна (1971)
- «Заслужений металург РРФСР»

## Пам'ять
- Вулиця Гаєвського, м. Видне
- Меморіальна дошка на будинку на вулиці Гаєвського, б. 11